# Drákula (film, 1992)
Drákula (původní název: Dracula nebo Bram Stoker’s Dracula) je americký gotický hororový thriller z roku 1992, který vychází z románu Brama Stokera. Režie se ujal Francis Ford Coppola. V hlavní roli hraběte Draculy se objevil Gary Oldman, v dalších rolích Winona Ryderová jako Mina Harker, Anthony Hopkins jako profesor Abraham Van Helsing, Keanu Reeves jako Jonathan Harker a Sadie Frostová jako Lucy Westenra.
Filmovou hudbu k filmu složil polský skladatel Wojciech Kilar, jeho závěrečnou píseň Love Song for a Vampire nazpívala Annie Lennox.

## Děj
V roce 1462, v době tureckých nájezdů na Evropu, se transylvánský kníže Vlad Dracula, člen Řádu draka, vrací z vítězného tažení proti Turkům. Zjišťuje však, že jeho milovaná žena Elisabeta spáchala sebevraždu poté, co obdržela falešnou zprávu o jeho smrti v boji. Vlad se v zoufalství a zuřivosti zříká Boha a církve, kterou bránil. Přísahá, že se pomstí pomocí temných sil, a stává se upírem známým jako hrabě Dracula.
O čtyři století později, v roce 1897, mladý anglický právník Jonathan Harker cestuje do Transylvánie, aby s hrabětem Draculou uzavřel obchod týkající se koupě nemovitostí v Londýně. Během návštěvy Drakulova hradu objeví hrabě fotografii Harkerovy snoubenky Miny Murrayové, která se nápadně podobá jeho zesnulé ženě Elisabetě. Dracula, přesvědčený, že Mina je reinkarnací jeho ztracené lásky, se rozhodne odcestovat do Anglie. Nechává Harkera uvězněného ve svém hradu, kde je vystaven útokům tří upířích nevěst.
Dracula přijíždí do Londýna na lodi Demeter, během cesty zabíjí celou posádku. V Anglii se usazuje v opatství Carfax a začíná se živit krví Lucy Westenrové, nejlepší přítelkyně Miny. Díky tomu se mu vrací mladistvý vzhled. Mezitím se Dracula v podobě charismatického prince Vlada seznamuje s Minou a postupně ji svádí.
Lucyino zdraví se rapidně zhoršuje. Její nápadníci -– Arthur Holmwood, Dr. Jack Seward a Quincey Morris – přivolají na pomoc uznávaného holandského profesora Abrahama Van Helsinga. Ten rozpozná, že Lucy je obětí upíra, a snaží se ji zachránit pomocí krevních transfuzí. Jonathan Harker mezitím uniká z Drakulova hradu a ukrývá se v klášteře, odkud kontaktuje Minu. Ta za ním přijíždí a uzavírají sňatek.
Rozzuřený Dracula zabíjí Lucy, která se sama stává upírkou. Van Helsing vede výpravu do její hrobky, kde jí probodnou srdce kůlem a useknou hlavu, čímž ji osvobodí od prokletí. Novomanželé Harkerovi se vracejí do Londýna a připojují se k Van Helsingovi a ostatním v honu na Draculu. Skupina ničí bedny s transylvánskou zemí, které upír potřebuje ke svému přežití.
Dracula navštěvuje Minu a odhaluje jí svou pravou podstatu. Mina, která si začíná vybavovat vzpomínky na svůj předchozí život jako Elisabeta, přijímá Drakulovu nabídku věčného života. Jejich spojení je však přerušeno příchodem lovců upírů. Dracula prchá a Mina se začíná měnit v upírku.
Van Helsing hypnotizuje Minu a zjišťuje, že se Dracula vrací do Transylvánie. Skupina se rozděluje – Van Helsing s Minou míří k Drakulovu hradu, zatímco ostatní pronásledují vůz s upírem. Van Helsing cestou zabíjí Drakulovy nevěsty a chrání Minu před úplnou přeměnou v upírku.
Před Drakulovým hradem dochází k závěrečnému střetnutí. Harker zraňuje Draculu proříznutím hrdla a smrtelně raněný Quincey Morris ho bodá do srdce. Umírající Dracula se s pomocí Miny dostává do kaple svého hradu, kde před staletími zavrhl Boha. Zde dochází k usmíření – svíce se rozsvěcují a kříž se obnovuje. Dracula získává zpět svou mladistvou podobu a prosí Minu, aby mu dopřála klid. Mina ho probodne srdce a usekne mu hlavu, čímž ho osvobozuje od prokletí. Na fresce na stropě kaple vidí Minu výjev Draculy a Elisabety stoupajících do nebe, symbolizující jejich konečné shledání a vykoupení.

## Obsazení
| Role                       | Herec           | Český dabing (VHS) | Český dabing (ČT) |
| -------------------------- | --------------- | ------------------ | ----------------- |
| Dracula                    | Gary Oldman     | Alexej Pyško       | Aleš Procházka    |
| Mina Murrayová / Elisabeta | Winona Ryderová | Miriam Chytilová   | Jitka Ježková     |
| Johnathan Harker           | Keanu Reeves    | Filip Jančík       | Michal Dlouhý     |
| Abraham Van Helsing        | Anthony Hopkins | Pavel Soukup       | Ladislav Frej     |
| Lucy                       | Sadie Frostová  | Jana Páleníčková   | Linda Rybová      |
| Renfield                   | Tom Waits       | Tomáš Juřička      | Miroslav Táborský |